# Bruce Thomas
Bruce Thomas (Stati Uniti, 17 maggio 1961) è un attore statunitense.
È noto per aver interpretato Steven Trager nella serie TV Kyle XY.
Oltre ad aver preso parte a diversi film e serie TV. Nel 1998, interpreta il ruolo di Bruce Thorpe nel film erotico I segreti di una cameriera. L'attore ha raffigurato il personaggio di Batman in una serie di spot per la General Motors, che è stata trasmessa per tutto il 2001 e il 2002.
Oltre ad aver recitato in Kyle XY ha recitato anche come uno dei protagonisti del film Babysitter Wanted. In quel film recita la parte del cattivo, ma alla fine viene ucciso.
Nel 2011 recita una piccola parte, nel ruolo di allenatore di baseball, nel film Libera uscita diretto da Peter e Bobby Farrelly; nel 2013 prende parte al film Pericolo in classe, di Doug Campbell.

## Filmografia parziale

### Cinema
- Diagnosis Murder (2000)
- Thirteen Days, regia di Roger Donaldson (2000)
- La rivincita delle bionde (Legally Blonde), regia di Robert Luketic (2001)
- Una bionda in carriera (Legally Blonde 2: Red, White & Blonde), regia di Charles Herman-Wurmfeld (2003)
- Babysitter Wanted, regia di Jonas Barnes e Michael Manasseri (2009)
- Libera uscita (Hall Pass), regia di Peter e Bobby Farrelly (2011)

### Televisione
- Pericolo in classe (The Cheating Pact), regia di Doug Campbell – film TV (2013)

## Doppiatore
- Lanterna Verde - I cavalieri di smeraldo (Green Lantern: Emerald Knights), regia di Christopher Berkeley, Lauren Montgomery e Jay Oliva (2011) - Atrocitus
- Batman: Hush, regia di Justin Copeland (2019) - James Gordon

## Doppiatori italiani
Nelle versioni in italiano delle opere in cui ha recitato, Bruce Thomas è stato doppiato da:
- Sergio Lucchetti in Desperate Housewives, Bones
- Alessandro Ballico in CSI: Miami

Da doppiatore è stato sostituito da:
- Alessandro Budroni in Call of Duty: Black Ops Cold War, Call of Duty: Black Ops 6
- Stefano Mondini in Batman: Hush
- Alessandro D'Errico in Horizon Forbidden West (Aluf)
- Davide Marzi in Horizon Forbidden West (Vezreh)